# Leisau
Leisau ist ein Gemeindeteil der Stadt Goldkronach im Landkreis Bayreuth (Oberfranken, Bayern). Die Gemarkung Leisau hat eine Fläche von 3,074 km². Sie ist in 334 Flurstücke aufgeteilt, die eine durchschnittliche Fläche von 9203,40 m² haben. In ihr liegt neben dem namensgebenden Ort der Gemeindeteil Kottersreuth.

## Geografie
Das Dorf liegt am Osthang des Leisauer Berges (563 m ü. NHN), der zu den Ausläufern des Fichtelgebirges zählt. Im Westen grenzt Acker- und Grünland an; das Gelände ist weiter leicht abschüssig. Eine Gemeindeverbindungsstraße führt die Kreisstraße BT 12 kreuzend nach Kottersreuth (1,6 km südwestlich) bzw. nach Goldkronach zur Staatsstraße 2163 (0,9 km südöstlich). Eine weitere Gemeindeverbindungsstraße führt nach Gesees (1,5 km nordwestlich).

## Geschichte
Gegen Ende des 18. Jahrhunderts bestand Leisau aus 19 Anwesen. Die Hochgerichtsbarkeit stand dem bayreuthischen Stadtvogteiamt Goldkronach zu. Die Dorf- und Gemeindeherrschaft hatte das Stiftskastenamt Himmelkron. Grundherren waren das Stiftskastenamt Himmelkron (1 Halbhof) und das Rittergut Leisau (1 Schloss, 2 Halbhöfe, 9 Söldengüter, 1 Söldengütlein, 1 Gut, 4 Tropfhäuser).
Von 1797 bis 1810 unterstand Leisau dem Justiz- und Kammeramt Gefrees. Nachdem im Jahr 1810 das Königreich Bayern das Fürstentum Bayreuth käuflich erworben hatte, wurde der Ort bayerisch. Infolge des Ersten Gemeindeedikts wurde Leisau dem 1812 gebildeten Steuerdistrikt Neudorf zugewiesen. Zugleich entstand die Ruralgemeinde Leisau. Sie war in Verwaltung und Gerichtsbarkeit dem Landgericht Gefrees zugeordnet und in der Finanzverwaltung dem Rentamt Gefrees. In der freiwilligen Gerichtsbarkeit unterstanden 21 Anwesen bis 1830 dem Patrimonialgericht Leisau. Mit dem Zweiten Gemeindeedikt (1818) wurde die Gemeinde Kottersreuth eingegliedert. 1840 wurde die Gemeinde Leisau an das Landgericht Berneck und an das Rentamt Marktschorgast überwiesen (1919 in Finanzamt Marktschorgast umbenannt). Ab 1862 gehörte Leisau zum Bezirksamt Berneck. Die Gerichtsbarkeit blieb beim Landgericht Berneck (1879 in Amtsgericht Berneck umgewandelt). 1929 wurde die Gemeinde schließlich an das Bezirksamt Bayreuth (1939 in Landkreis Bayreuth umbenannt) und das Finanzamt Bayreuth abgegeben. 1964 hatte die Gemeinde eine Gebietsfläche von 3,076 km². Im Zuge der Gebietsreform in Bayern wurde die Gemeinde Leisau am 1. Januar 1976 in Goldkronach eingegliedert.

### Baudenkmäler
- Haus Nr. 11: Schloss Leisau

### Einwohnerentwicklung
Gemeinde Leisau
| Jahr      | 1818  | 1840   | 1852   | 1855   | 1861   | 1867   | 1871   | 1875   | 1880   | 1885   | 1890   | 1895   | 1900   | 1905   | 1910   | 1919   | 1925   | 1933   | 1939   | 1946   | 1950   | 1952   | 1961  | 1970   |
| Einwohner | 163   | 272    | 276    | 275    | 265    | 251    | 220    | 222    | 229    | 221    | 212    | 221    | 205    | 220    | 212    | 210    | 197    | 189    | 182    | 230    | 268    | 244    | 214   | 196    |
| Häuser    | 35    |        |        |        |        |        | 38     |        |        | 37     | 38     |        | 36     |        |        |        | 34     |        |        |        | 35     |        | 38    |        |
| Quelle    | [ 7 ] | [ 12 ] | [ 12 ] | [ 12 ] | [ 13 ] | [ 14 ] | [ 15 ] | [ 16 ] | [ 17 ] | [ 18 ] | [ 19 ] | [ 12 ] | [ 20 ] | [ 12 ] | [ 21 ] | [ 12 ] | [ 22 ] | [ 23 ] | [ 23 ] | [ 23 ] | [ 24 ] | [ 23 ] | [ 8 ] | [ 25 ] |

Ort Leisau
| Jahr      | 001818 | 001819 | 001861 | 001871 | 001885 | 001900 | 001925 | 001950 | 001961 | 001970 | 001987 |
| Einwohner | 100    | 133    | 160    | 136    | 137    | 127    | 127    | 175    | 154    | 137    | 143    |
| Häuser    | 22     |        |        |        | 22     | 23     | 21     | 22     | 25     |        | 37     |
| Quelle    | [ 7 ]  | [ 26 ] | [ 13 ] | [ 15 ] | [ 18 ] | [ 20 ] | [ 22 ] | [ 24 ] | [ 8 ]  | [ 25 ] | [ 1 ]  |

## Religion
Leisau ist seit der Reformation evangelisch-lutherisch geprägt und bis heute nach St. Erhard (Goldkronach) gepfarrt.